# Campeonato Europeo de Patinaje de Velocidad sobre Hielo en Distancia Individual de 2024
El IV Campeonato Europeo de Patinaje de Velocidad sobre Hielo en Distancia Individual se celebró en Heerenveen (Países Bajos) del 5 al 7 de enero de 2024 bajo la organización de la Unión Internacional de Patinaje sobre Hielo (ISU) y la Federación Neerlandesa de Patinaje sobre Hielo.
Las competiciones se realizaron en el estadio de hielo Thialf de la ciudad holandesa.
Los patinadores de Rusia y Bielorrusia fueron excluidos de este campeonato debido a la invasión rusa de Ucrania.

## Medallistas

### Masculino
| Evento                          | Oro                                                                         | Plata                                                                    | Bronce                                                                    |
| ------------------------------- | --------------------------------------------------------------------------- | ------------------------------------------------------------------------ | ------------------------------------------------------------------------- |
| 500 m (07.01)                   | Jenning de Boo · Países Bajos · 34,48 s                                     | Marten Liiv Estonia 34,78 s                                              | Marek Kania · Polonia · 34,86 s                                           |
| 1000 m (05.01)                  | Kjeld Nuis · Países Bajos · 1:07,87                                         | Jenning de Boo · Países Bajos · 1:08,14                                  | Tim Prins · Países Bajos · 1:08,20                                        |
| 1500 m (07.01)                  | Peder Kongshaug · Noruega · 1:44,25                                         | Kjeld Nuis · Países Bajos · 1:44,34                                      | Patrick Roest · Países Bajos · 1:44,40                                    |
| 5000 m (06.01)                  | Patrick Roest · Países Bajos · 6:05,93                                      | Davide Ghiotto · Italia · 6:08,27                                        | Sander Eitrem · Noruega · 6:09,28                                         |
| Velocidad por equipos (06.01)   | Polonia · Marek Kania · Piotr Michalski · Damian Żurek · 1:18,31            | Noruega · Pål Kristensen · Håvard Lorentzen · Bjørn Magnussen · 1:18,81  | Países Bajos · Jenning de Boo · Wesly Dijs · Stefan Westenbroek · 1:20,61 |
| Persecución por equipos (05.01) | Noruega · Sander Eitrem · Peder Kongshaug · Sverre Lunde Pedersen · 3:34,22 | Italia · Andrea Giovannini · Davide Ghiotto · Michele Malfatti · 3:40,47 | Países Bajos · Marcel Bosker · Bart Hoolwerf · Chris Huizinga · 3:41,36   |
| Salida en grupo (07.01)         | Bart Swings · Bélgica · 8:13,71                                             | Gabriel Odor · Austria · 8:13,93                                         | Allan Dahl Johansson · Noruega · 8:13,99                                  |

### Femenino
| Evento                          | Oro                                                                               | Plata                                                                      | Bronce                                                                         |
| ------------------------------- | --------------------------------------------------------------------------------- | -------------------------------------------------------------------------- | ------------------------------------------------------------------------------ |
| 500 m (06.01)                   | Femke Kok · Países Bajos · 37,28 s                                                | Jutta Leerdam · Países Bajos · 37,70 s                                     | Vanessa Herzog · Austria · 37,89 s                                             |
| 1000 m (07.01)                  | Jutta Leerdam · Países Bajos · 1:14,45                                            | Antoinette Rijpma-de Jong · Países Bajos · 1:15,04                         | Vanessa Herzog · Austria · 1:15,74                                             |
| 1500 m (06.01)                  | Antoinette Rijpma-de Jong · Países Bajos · 1:53,48                                | Marijke Groenewoud · Países Bajos · 1:53,66                                | Joy Beune · Países Bajos · 1:55,02                                             |
| 3000 m (05.01)                  | Marijke Groenewoud · Países Bajos · 3:56,27                                       | Irene Schouten · Países Bajos · 3:58,70                                    | Ragne Wiklund · Noruega · 3:59,09                                              |
| Velocidad por equipos (05.01)   | Países Bajos · Marrit Fledderus · Femke Kok · Antoinette Rijpma-de Jong · 1:27,36 | Polonia · Karolina Bosiek · Andżelika Wójcik · Iga Wojtasik · 1:28,06      | Noruega · Carina Jagtøyen · Martine Ripsrud · Julie Nistad Samsonsen · 1:28,83 |
| Persecución por equipos (07.01) | Países Bajos · Joy Beune · Irene Schouten · Marijke Groenewoud · 2:55,70          | Alemania · Josie Hofmann · Josephine Schlörb · Lea Sophie Scholz · 3:02,33 | Suiza · Jasmin Güntert · Ramona Härdi · Kaitlyn McGregor · 3:02,40             |
| Salida en grupo (07.01)         | Marijke Groenewoud · Países Bajos · 8:08,51                                       | Irene Schouten · Países Bajos · 8:09,52                                    | Francesca Lollobrigida · Italia · 8:09,84                                      |

## Medallero
| Núm. | País         | Oro | Plata | Bronce | Total |
| ---- | ------------ | --- | ----- | ------ | ----- |
| 1    | Países Bajos | 10  | 7     | 5      | 22    |
| 2    | Noruega      | 2   | 1     | 4      | 7     |
| 3    | Polonia      | 1   | 1     | 1      | 3     |
| 4    | Bélgica      | 1   | 0     | 0      | 1     |
| 5    | Italia       | 0   | 2     | 1      | 3     |
| 6    | Austria      | 0   | 1     | 2      | 3     |
| 7    | Alemania     | 0   | 1     | 0      | 1     |
| 7    | Estonia      | 0   | 1     | 0      | 1     |
| 9    | Suiza        | 0   | 0     | 1      | 1     |
|      | TOTAL        | 14  | 14    | 14     | 42    |